# 荧光光谱
荧光光谱是指某些物质经某波长入射光照射后，分子从能级Sa被激发至能级Sb，并在很短时间内去激发从Sb返回Sa，发出波长长于入射光的荧光。

## 荧光光谱原理
设分子能级为基态Sa，激发态Sb。
分子在能级Sa和Sb上的分布按照波尔兹曼分布规律：
{\displaystyle n_{b}/n_{a}=e^{-(E_{b}-E_{a})}=e^{-h\nu /kT}}
基态上分子数目变化速率为
{\displaystyle -{\frac {dn_{a}}{dt}}=I(\nu )n_{a}B_{ab}-I(\nu )n_{b}B_{ba}-n_{b}A_{ba}}
平衡时（稳定态），上式为0：
又有：
迁移几率（爱因斯坦系数）
{\displaystyle B_{ab}=B_{ba}={\frac {2\pi }{3\hbar ^{2}}}D_{ab}}
偶极强度
{\displaystyle D_{ab}=\mid <\psi _{b}\mid {\underline {\mu }}\mid \psi _{a}>\mid }
频率ν处的入射光强
{\displaystyle I(\nu )={\frac {8{\pi }h{\nu ^{3}}}{c^{3}(e^{h{\nu }/kT}-1)}}}
推导出：
Sb通过发射光子从回到Sa的几率，即衰减常数λ
{\displaystyle A_{ba}=({\frac {32{\pi ^{3}}{\nu ^{3}}}{3c^{3}\hbar }})\mid <\psi _{b}\mid {\underline {\mu }}\mid \psi _{a}>\mid }
Sb上的分子去激发速率
{\displaystyle {\frac {dn_{b}}{dt}}=-A_{ba}n_{b}}
上式的一个解为
{\displaystyle n_{b}(t)=n_{b}(0)e^{-A_{ba}t}}
可见激发态上的分子数目以指数形式衰减，衰减常数为Aba
Sb的辐射寿命为（此处参考指数衰减）
{\displaystyle \tau _{R}={\frac {1}{A_{ba}}}}
此仅当吸收的光子和随后发射的光子相同时候有效，即全部吸收的光能量通过辐射过程全部发出光子消耗掉。
而实测时激发态寿命很少和上述寿命一致，因为激发态除了直接发射光子外有很多其他途径失去能量。
Sb通过发出荧光回到Sa的过程的反应速率，即固有荧光速率常数 kF
{\displaystyle k_{F}=A_{ba}={\frac {1}{\tau _{R}}}}
Sb回到Sa的其他非辐射途径包括内转变，系统间转变，猝熄作用，其速率常数分别为kIC,kIS,kQ[Q]
则Sb总的去激化（熄灭）常数为kF+kIC+kIS+kQ[Q]
荧光量子产率
{\displaystyle \phi _{F}={\frac {k_{F}}{k_{F}+k_{I}C+k_{I}S+k_{Q}[Q]}}}
也可以写作发射光子数/吸收光子数，即发射的荧光光子数/入射光照射时的吸收量
因为大量的非辐射过程的存在，所以激发态实际衰减时间远小于理想的辐射寿命τR
描述此动力学过程
{\displaystyle -{\frac {d[S_{b}]}{dt}}=(k_{F}+k_{I}C+k_{I}S+k_{Q}[Q])[S_{b}]}
此方程的一个解为
{\displaystyle S_{b}(t)=S_{b}(0)e^{-t/\tau _{F}}}
Sb是激发态上的分子数

## 斯托克斯位移
吸收曲线的0,0跃迁与发射曲线的0,0跃迁不重合，之间有一位移，荧光光谱较相应的吸收光谱红移。
原因是分子在处于激发态期间进行了重定向/重排布，消耗了能量，故荧光光谱的0,0峰向低能量（高波长）方向平移。

## 荧光强度
{\displaystyle A=\epsilon cl=lg{\frac {I_{0}}{I}}}
得到
{\displaystyle I=I_{0}e^{-2.303\epsilon cl}}
观测发射强度为
{\displaystyle F(\lambda )=2.303\epsilon clI_{0}\phi _{F}f(\lambda )d=\epsilon \phi _{F}f(\lambda )cI_{0}k}
k=2.303ld
给一束脉冲入射光后，发射光在脉冲后的时间t时的强度I(t)，与激发态的衰减率dSb/dt及激发态通过荧光衰减的比率φF（量子产率）成比例：
{\displaystyle I(t)={\frac {dS_{b}}{dt}}\phi _{F}=S_{b}(0)({\frac {\phi _{F}}{\tau _{F}}}e^{-t/\tau _{F}}=k_{F}S_{b}(0)e^{-t/\tau _{F}}}
随时间表现为指数衰减
系统内有一种荧光物质时：
{\displaystyle E_{m}(t)=Ae^{-t/\tau _{F}}}
系统中有两种荧光物质时：
{\displaystyle E_{m}(t)=A_{1}e^{-t/\tau _{1F}}+A_{2}e^{-t/\tau _{2F}}}
Em是荧光强度，上述公式为荧光衰减（decay）公式

## 内部滤光效应
对高浓度溶液而言，荧光的再吸收不能忽略。大部分入射光在系统前半部分被吸收，发射的荧光被再吸收，只有少量的荧光通过狭缝入射到荧光探测器上，使得探测到的荧光强度减少。

## 外环境影响
去激发同样可能由于碰撞或和溶剂分子的混合导致，以速率kQ[Q]发生。和其他过程不同，考虑碰撞时此猝熄是一个双分子过程。
Sb + Q → Sa + Q  (kQ[Q])
因为Q通常浓度远大于Sb ，此过程被视为一个伪一级反应，kQ[Q]的值可通过变化猝熄剂Q的浓度，观察对φF的影响测得。芳香类发色基的辐射寿命通常为1*10-9到100*10-9秒。因此，相比较而言，猝熄过程是相当有效率的。普遍的猝熄剂如O2和I-离子，每和激发态分子碰撞一次就会使其去激发一次。此反应速率仅被扩散限制。在微摩尔浓度猝熄剂下，碰撞发生速率为108每秒，因此可以观察到明显的猝熄。
{\displaystyle {\frac {F_{0}}{F}}={\frac {\phi _{0}}{\phi }}={\frac {k_{F}+k_{I}C+k_{I}S+k_{Q}[Q]}{k_{F}+k_{I}C+k_{I}S}}=1+k_{Q}[Q]}
τ0可测，以F0/F对[Q]作图求得kQ

## 荧光共振能量迁移
简称FRET，此过程适用与计算两端带发色基的高分子长度。
存在供体D和受体A，当光入射时，激发基态供体Da→Db，Db又去激发，通过共振将能量传递给Aa，使得Aa→Ab。
定义迁移效率（E）是Db去激发传递能量到Aa占总Db去激发的比例
{\displaystyle E={\frac {k_{T}}{k_{T}+k_{F}^{D}<+k_{I}C^{D}<+k_{I}S^{D}}}}
通过一系列复杂的计算和变化，此处省略，得：
{\displaystyle k_{T}={\frac {1}{\tau _{0}}}{\frac {R_{0}}{R}}}
{\displaystyle R_{0}=9.7*10^{3}(J\kappa ^{2}n^{-4}\phi _{D})^{\frac {1}{6}}cm}
{\displaystyle J=\int \epsilon (\nu )f_{D}(\nu )\nu ^{-4}\,d\nu }
推导出：
{\displaystyle E={\frac {R_{0}^{6}}{R_{0}^{6}+R^{6}}}}
这里R0对一个固定的化学系统而言是常数，R是供体和受体之间的距离，R越接近R0，测计算越精确。
此外计算E的方法有：
{\displaystyle {\frac {\phi _{D+A}}{\phi _{D}}}=1-E}
{\displaystyle {\frac {F_{D+A}}{F_{A}}}=1+{\frac {\epsilon _{D}c_{D}}{\epsilon _{A}c_{A}}}E}
{\displaystyle {\frac {\tau _{D,A}}{\tau _{D}}}=1-E}